# کنسولگری سابق عراق در تبریز

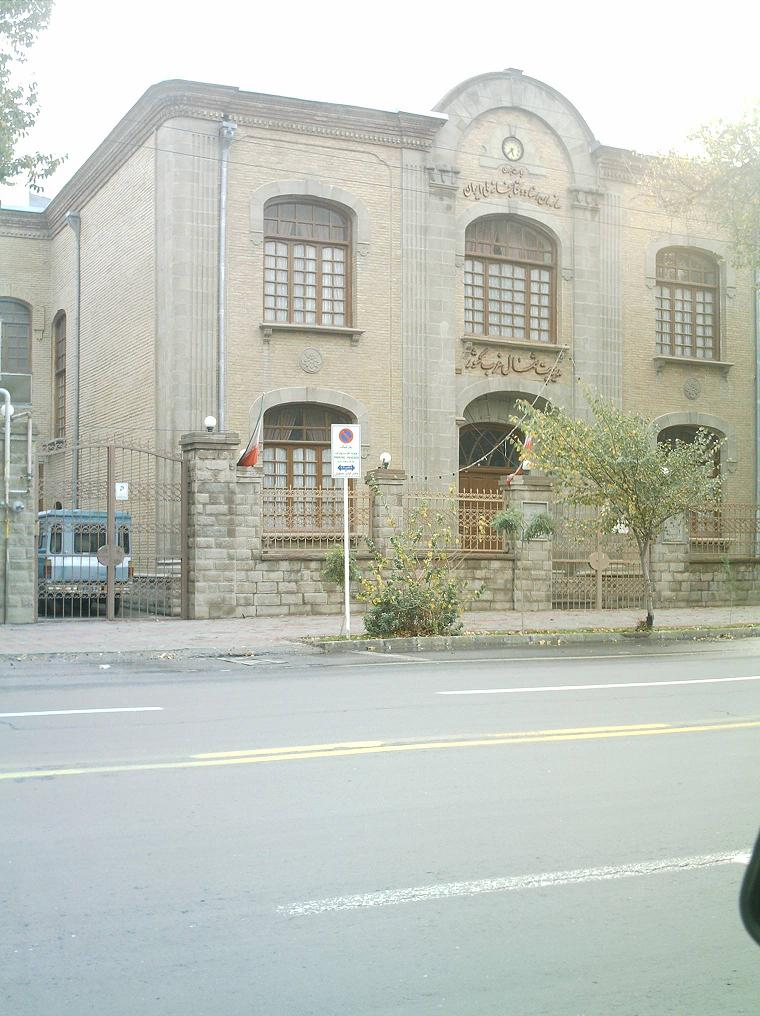
ساختمان کنسولگری سابق عراق در تبریز که در حال حاضر به عنوان مرکز اسناد ملی شمال غرب مورد استفاده قرار می‌گیرد.

کنسولگری عراق در تبریز، یک مکان دیپلماتیک و سیاسی در تبریز بود که زیر نظر سفارت عراق در تهران به فعالیت می‌پرداخت. این کنسولگری در سال ۱۳۱۷ در محل ساختمان خانه اردوبادی واقع در خیابان ارتش جنوبی تأسیس شد. ساختمان کنسولگری عراق در حال حاضر به عنوان «مرکز اسناد ملی شمال غرب» مورد استفاده قرار می گیرد. این مکان در خیابان شریعتی تبریز و ۲۰۰ متر بالاتر از میدان ساعت قرار دارد.
کنسولگری عراق در زمان دولت محمد مصدق به همراه اکثر کنسولگری‌های خارجی در تبریز تعطیل شد. در حال حاضر‌ فقط دو کنسولگری ترکیه و آذربایجان در این شهر فعال هستند و یکی از مطالبات مردم در سفر های زیارتی به عراق، فعال شدن کنسولگری عراق در تبریز است تا بتوانند کار‌های مربوط به سفر خود را راحت تر پیگیری کنند